# アーサー・ハーンデン
アーサー・ハーンデン（Arthur Harold "Art" Harnden、1924年5月20日 - 2016年9月30日）は、アメリカ合衆国の元陸上競技選手である。彼は、1948年に開催された1948年ロンドンオリンピックの男子4×400メートルリレー走で金メダルを獲得した。

## 経歴
テキサス州生まれのハーンデンは、1948年ロンドンオリンピックのアメリカ合衆国内最終予選で400メートル走で4位に入った。ハーンデンは4×400メートルリレー走チームの一員に選ばれ、クリフォード・ボーランド、ロイ・コクラン、マルビン・ホイットフィールドとともに出場することとなった。
ロンドンオリンピックの4×400メートルリレー走は、15の国が参加して8月6日（予選）、8月7日（決勝）の日程で実施された。15のチームは3つの組に分かれて予選を競い、各組の上位2チームが翌日の決勝に勝ち残ることになっていた。アメリカ合衆国代表チームは予選1組で3分12秒6の記録で1位となり、決勝に進んだ。
翌日の決勝には、アメリカ合衆国の他にイタリア（予選1組2位）、ジャマイカ（予選2組1位）、フランス（予選2組2位）、フィンランド（予選3組1位）、スウェーデン（予選3組2位）が勝ち残った。決勝でハーンデンは第1走者を任された。アメリカ合衆国代表チームは予選よりさらに記録を短縮して3分10秒4でゴールした。2位のフランス代表チーム（3分14秒8）に4秒以上の大差をつけての楽勝となり、金メダルを獲得することになった。